# Cuarto Azul World Tour
Cuarto Azul World Tour -estilizado en mayúsculas- (conocido adicionalmente como Aitana World Tour) es la quinta gira de conciertos de la cantautora española Aitana y la primera gira mundial, en apoyo su cuarto álbum de estudio Cuarto azul (2025). La gira se desarrollará a lo largo del 2026, cuyas fechas aún están por determinar.

## Antecedentes
El 31 de julio de 2025 al finalizar su concierto como parte de la mini gira Metamorfosis Season, Aitana anunció su nueva gira Cuarto Azul World Tour en las pantallas del Estadio Riyadh Air Metropolitano y reveló una lista de 24 ciudades entre Europa y América que visitará en 2026. Entre las paradas confirmadas se encuentran Madrid, Barcelona, Ciudad de México, Buenos Aires, Miami, Londres, París y Milán, entre otras.Se habilitó una página en su sitio web oficial, donde los fans pueden registrarse para recibir información y tener acceso a la preventa de entradas.

## Fechas
| Fecha | Ciudad            | País           | Recinto |
| ----- | ----------------- | -------------- | ------- |
| TBA   | La Coruña         | España         | TBA     |
| TBA   | Barcelona         | España         | TBA     |
| TBA   | Bogotá            | Colombia       | TBA     |
| TBA   | Buenos Aires      | Argentina      | TBA     |
| TBA   | Ciudad de México  | México         | TBA     |
| TBA   | Guadalajara       | México         | TBA     |
| TBA   | Las Palmas        | España         | TBA     |
| TBA   | Lisboa            | Portugal       | TBA     |
| TBA   | Londres           | Reino Unido    | TBA     |
| TBA   | Los Ángeles       | Estados Unidos | TBA     |
| TBA   | Madrid            | España         | TBA     |
| TBA   | Málaga            | España         | TBA     |
| TBA   | Miami             | Estados Unidos | TBA     |
| TBA   | Milán             | Italia         | TBA     |
| TBA   | Montevideo        | Uruguay        | TBA     |
| TBA   | Murcia            | España         | TBA     |
| TBA   | Nueva York        | Estados Unidos | TBA     |
| TBA   | Palma de Mallorca | España         | TBA     |
| TBA   | París             | Francia        | TBA     |
| TBA   | San José          | Costa Rica     | TBA     |
| TBA   | Santiago          | Chile          | TBA     |
| TBA   | Sevilla           | España         | TBA     |
| TBA   | Valencia          | España         | TBA     |
| TBA   | Zaragoza          | España         | TBA     |